# Alsócsáj
Alsócsáj (szlovákul: Nižný Čaj) község Szlovákiában, a Kassai kerület Kassa-környéki járásában.

## Fekvése
Kassától 15 km-re délkeletre, az Ósva-patak partján fekszik.

## Története
A falu területén már a 9–10. században laktak emberek. Régen a szomszédos Felsőcsájjal képzett egy települést. A mai falu első említése 1335-ben történik, az Aba nemzetség birtokolta. Már 1746-ban is vegyes magyar-szlovák lakossága volt.
A 18. század végén Vályi András így ír róla: „Alsó Csáj. Magyar falu Abaúj Vármegyében, birtokosai külömbféle Urak, fekszik Olsva vize mellett, Kassától más fél mértföldnyire, mivel földgyeinek fele nehezebben miveltetik, és legelője is marháinak nem elegendő, ámbár Kassának szomszédságában van, mindazáltal a’ második Osztályba tétettetett.”
Fényes Elek 1851-ben kiadott geográfiai szótárában így ír a faluról: „Csáj (Alsó), magyar-tót falu, Abauj vgyében, Bologdhoz 1 fertálynyira, 114 r. kath., 30 g. kath., 81 ref., 15 zsidó lak. F. u. Bodnár, Rátkay, Bónis. Ut. p. Szinnye.”
Borovszky Samu monográfiasorozatának Abaúj-Torna vármegyét tárgyaló része szerint: „Alatta fekszik Felső-Csáj és Alsó-Csáj, az előbbinek 56 háza, 328 magyar és tót lakosa, az utóbbinak 31 házban 174 magyar és tót lakosa van. Postája mind a kettőnek Garbócz-Bogdány, távirója Alsó-Mislye. E két község közt bronzkori tárgyakat találtak.”
A trianoni diktátumig Abaúj-Torna vármegye Füzéri járásához tartozott, majd az új Csehszlovák államhoz csatolták. 1938 és 1945 között ismét Magyarország része.

## Népessége
| Év:            | 1994. | 2004.    | 2014.   | 2024.   |
| -------------- | ----- | -------- | ------- | ------- |
| Emberek száma: | 247   | 272      | 275     | 288     |
| Eltérés:       |       | +10,12 % | +1,10 % | +4,72 % |

| Év:            | 2023. | 2024. |
| -------------- | ----- | ----- |
| Emberek száma: | 288   | 288   |
| Eltérés:       |       | +0 %  |

1910-ben 218-an, többségében magyar anyanyelvűek lakták, jelentős szlovák kisebbséggel.
2001-ben 260 szlovák lakosa volt.
2011-ben 274 lakosából 245 szlovák volt.

## Nevezetességei
- Krisztus király tiszteletére szentelt, római katolikus temploma 1926-ban épült.